# Merscheid-lès-Heiderscheid
Merscheid-lès-Heiderscheid är en ort i Luxemburg.   Den ligger i distriktet Diekirch, i den nordvästra delen av landet, 30 kilometer norr om huvudstaden Luxemburg. Merscheid-lès-Heiderscheid ligger 481 meter över havet och antalet invånare är 143.
Terrängen runt Merscheid-lès-Heiderscheid är kuperad åt nordväst, men åt sydost är den platt. Merscheid-lès-Heiderscheid ligger uppe på en höjd.  Närmaste större samhälle är Ettelbruck, 9,8 kilometer öster om Merscheid-lès-Heiderscheid. 
I omgivningarna runt Merscheid-lès-Heiderscheid växer i huvudsak blandskog. Runt Merscheid-lès-Heiderscheid är det ganska tätbefolkat, med 248 invånare per kvadratkilometer.